# Alstroemeria pulchra
Alstroemeria pulchra là một loài thực vật có hoa trong họ Alstroemeriaceae. Loài này được Sims miêu tả khoa học đầu tiên năm 1823.